# Günther Pancke
Günther Friedrich Wilhelm Ludwig Pancke  (1. maj 1899 – 17. august 1973) var en SS-Obergruppenführer og højere SS- og Politifører i Danmark.
Pancke blev født i Gnesen (Gniezno), ved Posen, i Tyskland. Under 1. verdenskrig var han officer ved fronten med rang af løjtnant. Mellem 1920 og 1927 var han i Sydamerika. Han meldte sig ind i det nationalsocialistiske parti den 1. august 1930 og SS den 1. juni 1931.
Pancke blev udnævnt til forbindelsesofficer mellem Førerhovedkvarteret og SS' Totenkopfverbänden (KZ-lejr vagter) og SD indsatsgrupper (dødspatruljer) i 1939. Herefter gjorde han tjeneste som højere SS- og Politifører "Mitte". Han blev forfremmet til Obergruppenführer og politigeneral den 21. juni 1943. Fra den 6.oktober 1943 til krigens slutning var han højere SS- og Politifører i Danmark. Han blev yderligere forfremmet til General i Waffen-SS den 21. marts 1945.
Han var blandt andet medansvarlig for den tyske modterror og aktionen mod det danske politi den 19. september 1944. I 1950 blev Pancke idømt 20 års fængsel for krigsforbrydelser.
Efter 8 år i fængsel i Danmark blev Panche løsladt i 1953 og døde den 17. august 1973 i Hamburg.

## Forfremmelser
| Rang                        | Opnået             |
| --------------------------- | ------------------ |
| Løjtnant                    | Juni 1918          |
| SS-Sturmführer              | 25. december 1932  |
| SS-Sturmhauptführer         | 30. januar 1933    |
| SS-Sturmbannführer          | 12. juni 1933      |
| SS-Obersturmbannführer      | 3. september 1933  |
| SS-Standartenführer         | 15. december 1933  |
| SS-Oberführer               | 20. april 1934     |
| SS-Brigadeführer            | 13. september 1936 |
| Rittmeister a.D.            | 1. februar 1938    |
| SS-Gruppenführer            | 1. september 1938  |
| Generalleutnant der Polizei | 10. april 1941     |
| SS-Obergruppenführer        | 21. juni 1943      |
| General der Polizei         | 21. juni 1943      |
| General der Waffen-SS       | 21. marts 1945     |

## Dekorationer og udmærkelser
- Dienstauszeichnung der NSDAP für 10 Dienstjahre (Bronze)
- Dienstauszeichnung der NSDAP für 15 Dienstjahre (Silber)
- Eisernes Kreuz von 1914 2. Klasse (EK II)
- Ehrendegen des Reichsführers-SS
- Ehrenkreuz für Frontkämpfer
- Goldenes Parteiabzeichen der NSDAP
- Kriegsverdienstkreuz (KVK) I. Klasse mit Schwertern
- Kriegsverdienstkreuz (KVK) II. Klasse mit Schwertern
- Medaille zur Erinnerung an den 1. Oktober 1938
- Spange zur Medaille zur Erinnerung an den 1. Oktober 1938
- Verwundetenabzeichen von 1918 in Schwarz